# Transition (revista)
Transition (en portada aparecía en minúscula) fue una revista literaria de vanguardia dedicada al surrealismo, el expresionismo y el arte Dadá. Fue fundada en 1927 por el poeta Eugene Jolas y su mujer, Maria Jolas, y publicada en París. Sus fundadores contaron con el apoyo de los editores: Elliot Paul (abril de 1927 - marzo de 1928), Robert Sage (octubre de 1927 - finales de 1928) y James Johnson Sweeney (junio de 1936 - mayo de 1938).

## Orígenes
La revista fue concebida como medio de promover la escritura experimental y contó con la colaboración de escritores del modernismo anglosajón, surrealistas y otros, siempre lingüísticamente innovadores, así como con aportaciones de cotizados artistas visuales, críticos y activistas políticos. Publicada trimestralmente, transition funcionó hasta la primavera de 1938. Salió un total de 27 números, los cuales se distribuyeron principalmente a través de la librería Shakespeare and company, de París, dirigida por la estadounidense Sylvia Beach.
Aunque inicialmente sólo admitía trabajos de poetas experimentales, más tarde aceptó asimismo contribuciones de escultores, activistas de derechos civiles, tallistas de madera, críticos, dibujantes e historietistas. Otros editores que se adhirieron al proyecto fueron Stuart Gilbert, Caresse Crosby y Harry Crosby.

## Línea editorial
En la introducción al primer número, Eugene Jolas escribió:

De todos los valores concebidos por la mente humana a lo largo de los siglos, los artísticos han demostrado ser los más duraderos. Desde los más primitivos a los más civilizados, todos los pueblos han tenido siempre en común la sed de belleza y un sentido especial para apreciar los intentos de los demás a la hora de recrear las maravillas sugeridas por la naturaleza y la experiencia humana. El vínculo más tangible entre los siglos es el artístico, que estrecha la lejanía entre los continentes, generando una misteriosa unidad, mucho antes de que las personas sean conscientes de la universalidad de sus impulsos. [...] Nos gustaría pensar en nuestros lectores como en un grupo homogéneo de amigos, unidos por una visión común de lo bello, una suerte de idealistas, para compartir con ellos lo que a nosotros nos ha parecido importante.

## Manifiesto
La revista obtuvo notoriedad en 1929, cuando Jolas sacó a la luz un manifiesto literario. Él personalmente pidió a sus escritores que firmaran "The Revolution of the Word Proclamation" ("La Revolución de la Proclamación de la Palabra"), que apareció en el número 16/17 de transition. El texto comenzaba:

Cansados del espectáculo de cuentos, novelas, poemas y obras de teatro todavía bajo la hegemonía de la palabra banal, la sintaxis monótona, la psicología estática, el naturalismo descriptivo, y deseosos de cristalizar en un nuevo punto de vista...

Y, entre otras cosas, añadía: 

La narrativa no es mera anécdota, sino más bien la proyección de una metamorfosis de la realidad. [...] El creador literario cuenta con el derecho de desintegración de la materia prima de las palabras que se le impusieron a través de los libros de texto y diccionarios.

Esta proclama fue firmada por Kay Boyle, Whit Burnett, Hart Crane, Caresse Crosby, Harry Crosby, Martha Foley, Stuart Gilbert, A. Lincoln Gillespie, Leigh Hoffman, Eugene Jolas, Elliot Paul, Douglas Rigby, Theo Rutra, Robert Sage, Harold J. Salemson y Laurence Vail.

## Autores destacados
Transition stories, una selección diseñada en 1929 por E. Jolas y R. Sage a partir de los primeros trece números, reunió a los siguientes autores y obras: Gottfried Benn, Kay Boyle (Polar Bears and Others), Robert M. Coates (Conversations No. 7), Emily Holmes Coleman (The Wren's Nest), Robert Desnos, William Closson Emory (Love in the West), Léon-Paul Fargue, Konstantin Fedin, Murray Goodwin, (A Day in the Life of a Robot), Leigh Hoffman (Catastrophe), Eugene Jolas (Walk through Cosmopolis), Matthew Josephson (Lionel and Camilla), James Joyce (A Muster from Work in Progress), Franz Kafka (The Sentence), Vladimir Lidin, Ralph Manheim(Lustgarten and Christkind), Peter Negoe (Kaleidoscope), Elliot Paul (States of Sea), Georges Ribemont-Dessaignes, Robert Sage (Spectral Moorings), Kurt Schwitters (Revolution), Philippe Soupault, Gertrude Stein (As a Wife Has a Cow a Love Story).

Otros artistas, autores y obras publicados en transition: Samuel Beckett (Assumption, For Future Reference), Kay Boyle (Dedicated to Guy Urquhart), H. D. (Gift, Psyche, Dream, No, Socratic), Max Ernst (Jeune Filles en des Belles Poses, The Virgin Corrects the Child Jesus before Three Witnesses), Stuart Gilbert (The Aeolus Episode in Ulysses, Function of Words, Joyce Thesaurus Minusculus), Juan Gris (Still Life), Ernest Hemingway (Three Stories, Hills like White Elephants), Franz Kafka (Metamorphosis), Alfred Kreymborg (de: Manhattan Anthology), Pablo Picasso (Petite Fille Lisant), Muriel Rukeyser (Lover as Fox), Gertrude Stein (An Elucidation, The Life and Death of Juan Gris, Tender Buttons, Made a Mile Away), William Carlos Williams (The Dead Baby, The Somnambulists, A Note on the Recent Work of James Joyce, Winter, Improvisations, A Voyage to Paraguay)., Adalberto Varallanos (The death of 21 years). 
También contribuyeron: Paul Bowles, Bob Brown, Malcolm Cowley, Hart Crane, Eugene Jolas (a veces como Theo Rutra), Robert McAlmon, Archibald McLeish Allen Tate; Bryher, Morley Callaghan, Rhys Davies, Robert Graves, Robie Macauley, Laura Riding, Dylan Thomas; Kathleen Cannell, Abraham Lincoln Gillespie Jr. (sobre música). Christian Zervos, con su artículo Picasso à Dinard en el número de primavera de 1928.
El número 26, aparecido en 1937, contó con una portada a cargo de Marcel Duchamp, y contribuciones de Hans Arp, Man Ray, Fernand Léger, Laszlo Moholy-Nagy, Piet Mondrian, Alexander Calder y otros. Casi la mitad del espacio de la revista en sus primeros años se dedicó a traducciones, algunas debidas a Maria McDonald Jolas. Algunos colaboradores franceses: André Breton, André Gide y el peruano Victor Llona; poetas y escritores alemanes y austriacos: Hugo Ball, Carl Einstein, Yvan Goll, Rainer Maria Rilke, René Schickele, August Stramm, Georg Trakl; también se tradujeron textos del búlgaro, checo, húngaro, italiano, ruso, polaco, serbo-croata, sueco, yiddish y textos nativos americanos.
Probablemente el texto más famoso aparecido en transition fue Finnegans Wake, de James Joyce. Multitud de fragmentos de la novela, aún inacabada, aparecieron bajo el título de Work in Progress (Obra en marcha).